# Surfisktjärnarna (Ströms socken, Jämtland, 714746-146179)
Surfisktjärnarna är en sjö i Strömsunds kommun i Jämtland och ingår i Ångermanälvens huvudavrinningsområde.